# Chung kết giải vô địch bóng đá châu Âu 2012
Trận chung kết giải vô địch bóng đá châu Âu 2012 được diễn ra vào ngày 1 tháng 7 năm 2012 tại Sân vận động Olympic ở Kiev (Ukraine), để xác định nhà vô địch Euro 2012. 2 đội giành quyền lọt vào trận đấu cuối cùng này là: Tây Ban Nha, đương kim vô địch của giải và  Ý, đội đã đánh bại Đức 2–1 trong một trận cầu kịch tính tại bán kết. Tây Ban Nha là đội giành chiến thắng trong trận chung kết. Họ trở thành đội bóng đầu tiên vô địch châu Âu 2 lần liên tiếp và là đội tuyển quốc gia đầu tiên vô địch 3 giải đấu lớn liên tiếp (Euro 2008 và World Cup 2010). Đây cũng là lần thứ 4 trong lịch sử giải vô địch châu Âu, hai đội từng đụng độ ở vòng bảng lại gặp nhau lần nữa trong trận chung kết. Các trường hợp trước đó là vào năm 1988, 1996 và 2004.
Thông thường, đội chiến thắng trong trận đấu này sẽ giành quyền tham dự Cúp Liên đoàn các châu lục 2013 tổ chức tại Brasil. Tuy vậy, do Tây Ban Nha đã được nhận 1 suất nhờ vô địch World Cup 2010 nên Ý, dù đã thua trong trận chung kết, vẫn là đội đại diện cho UEFA tham dự giải đấu trên.

## Hành trình đến trận chung kết
| Đội tuyển        | St | T | H | B | Bt | Bb | Hs | Điểm |
| ---------------- | -- | - | - | - | -- | -- | -- | ---- |
| Tây Ban Nha      | 3  | 2 | 1 | 0 | 6  | 1  | +5 | 7    |
| Ý                | 3  | 1 | 2 | 0 | 4  | 2  | +2 | 5    |
| Croatia          | 3  | 1 | 1 | 1 | 4  | 3  | +1 | 4    |
| Cộng hòa Ireland | 3  | 0 | 0 | 3 | 1  | 9  | −8 | 0    |

| Đội tuyển        | St | T | H | B | Bt | Bb | Hs | Điểm |
| ---------------- | -- | - | - | - | -- | -- | -- | ---- |
| Tây Ban Nha      | 3  | 2 | 1 | 0 | 6  | 1  | +5 | 7    |
| Ý                | 3  | 1 | 2 | 0 | 4  | 2  | +2 | 5    |
| Croatia          | 3  | 1 | 1 | 1 | 4  | 3  | +1 | 4    |
| Cộng hòa Ireland | 3  | 0 | 0 | 3 | 1  | 9  | −8 | 0    |

### Tây Ban Nha
Tây Ban Nha mở đầu giải đầu với đối thủ mà số phận đã run rủi họ gặp lại ở trân chung kết, đội tuyển Ý với thế trận bị chia sẻ và dẫn trước ở phút 61; tuy nhiên,chỉ 3 phút sau, Cesc Fàbregas đã lấy lai 1 điểm cho đội tuyển bò tót. Trận tiếp theo vòng bảng là dễ dàng hơn với tỉ số 4–0 trước Ireland, trong đó có 2 bàn của Fernando Torres. Kết thúc vòng bảng với tỉ số 1–0 trước Croatia đã đưa đội lên vị trí số một vòng bảng.

### Ý
Ý mở đầu giải đầu với đối thủ mà số phận đã run rủi họ gặp lại ở trân chung kết, đội tuyển Tây Ban Nha với thế trận bị chia sẻ và dẫn trước ở phút 61 do công của lão tướng Di Natale, nhưng bị gỡ hòa chỉ 3 phút sau đó. Ở trận đấu tiếp theo với Croatia, một lần nữa người Ý lại vượt lên dẫn trước sau cú sút phạt tuyệt đẹp của Pirlo phút thứ 39, nhưng họ một lần nữa không thể giành trọn 3 điểm khi để Croatia gỡ hòa vào phút 72. Bước vào loạt trận cuối, chiến thắng trước Ireland với tỉ số 2–0, cùng với việc Croatia thất thủ 0–1 trước Tây Ban Nha đã giúp Ý lọt vào vòng sau với vị trí nhì bảng

## Thông tin trước trận chung kết

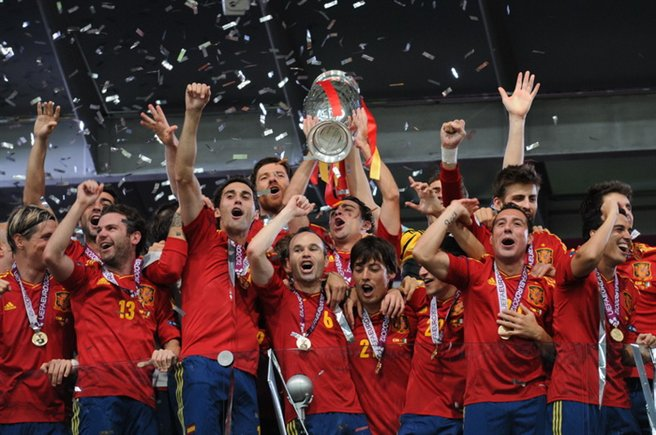
Đội tuyển Tây Ban Nha

Trước giải đấu, hai đội đã gặp nhau 30 lần, với 10 trận thắng cho Ý và 8 trận cho Tây Ban Nha. Lần cuối 2 đội gặp nhau là trong trận giao hữu Ý thắng 2–1 vào ngày 10 tháng 8 năm 2011, trên sân Stadio San Nicola, Bari. Đội tuyển Ý đã 1 lần vô địch châu Âu vào năm 1968, trong khi Tây Ban Nha cũng đã 2 lần bước lên bục cao nhất, vào năm 1964 và 2008. Năm 2000, Ý lần 2 hai lọt vào trận chung kết nhưng  để thua 1–2 trong hiệp phụ tryển Pháp, còn Tây Ban Nha cũng đã từng thất bại với tỉ số 2–0 trước Pháp trong trận chung kết năm 1984. Trước khi Euro 2012 khởi tranh, Tây Ban Nha là đội dẫn đầu Bảng xếp hạng bóng đá nam FIFA còn Ý đứng vị trí thứ 12, và thứ 8 tại châu Âu. Tuy vậy, đội tuyển Ý đã có 4 chức vô địch thế giới (1934, 1938, 1982 và 2006), và 2 lần vào đến chung kết năm 1970 và 1994, trong khi Tây Ban Nha mới chỉ vô địch 1 lần năm 2010.

### Sân vận động
Sân vận động Olympic ở Kiev, Ukraina, sân lớn nhất trong 8 sân vận động chính của Euro 2012, đã được lựa chọn là nơi tổ chức trận chung kết Euro 2012, sau cuộc họp tổ chức tại Ukraina vào ngày 25 tháng 6 năm 2007.
Trước trận đấu, Lễ bế mạc Euro đã được tổ chức và kéo dài trong 12 phút, với màn trình diễn của 600 tình nguyện viên. Ca khúc chính thức của giải đấu, Endless Summer (Mùa Hè bất tận), được thể hiện bởi nữ ca sĩ người Đức, Ocean. Ngoài ra, quốc ca của hai đội tuyển lọt vào trận Chung kết được trình bày bởi Tamara Khodakova and Mykhailo Humenniy, những nghệ sĩ tới từ Học viện Opera thành phố Kiev.

### Trọng tài
Pedro Proença, đại diện của liên đoàn bóng đá Bồ Đào Nha đã được UEFA lựa chọn làm trong tài chính trong trận chung kết Euro 2012. Năm 2003, lần đầu tiên ông trở thành trọng tài quốc tế, cũng trong tháng 6 năm đó, Proença đã cầm còi trận đấu vòng một Intertoto Cup 2003 giữa Žalgiris và Örgryte. Proença đã từng bắt chính 2 trận chung kết UEFA, chung kết giải vô địch bóng đá U19 châu Âu 2004 giữa U-19 Thổ Nhĩ Kỳ và U-19 Tây Ban Nha, và chung kết UEFA Champions League 2012 giữa Chelsea và Bayern Munich. Ông cũng đã bắt chính 9 trận đấu khác ở Champions League, và 18 trận ở UEFA Europa League.
Tổ trọng tài trong trận chung kết ngoài Proença còn có các trợ lý Bertino Miranda, Ricardo Santos, Jorge Sousa, và Duarte Gomes, những người đã làm việc cùng Proença trước đấy trong trận bảng C giữa Tây Ban Nha và Cộng hòa Ireland, trận bảng D giữa Thụy Điển và Pháp, và trận tứ kết giữa Anh và Ý. Trọng tài bàn là trọng tài Thổ Nhĩ Kỳ Cüneyt Çakır, người cũng tham gia điều hành trận tứ kết Anh và Ý.

## Trận chung kết

### Đội hình xuất phát

#### Tây Ban Nha

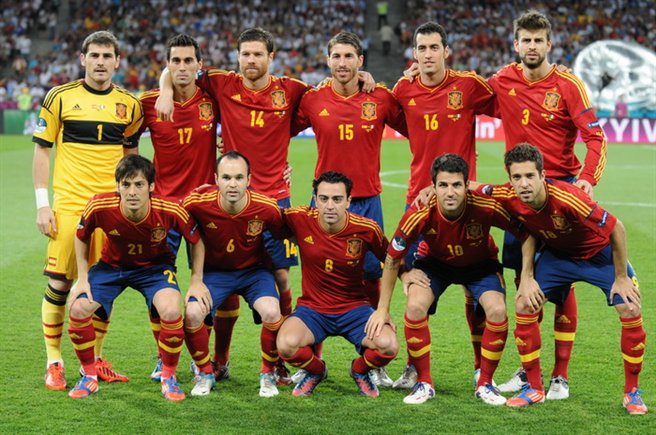
Đội hình Tây Ban Nha trong trận chung kết

Huấn luyện viên Tây Ban Nha Vicente del Bosque đã lên danh sách đội hình với 11 cầu thủ từng góp mặt ở trận đấu vòng bảng giữa 2 đội và ở trận tứ kết gặp Pháp. Tây Ban Nha xuất phát trong trận chung kết bằng sơ đồ 4-3-3 với chỉ một cuộc tranh luận duy nhất rằng liệu Cesc Fàbregas, vốn là một tiền vệ, sẽ xuất phát ở ví trí cao nhất trong sơ đồ (giống trận gặp Ý và Pháp), hay Del Bosque sẽ chọn Fernando Torres (người đá chính trận gặp Cộng hòa Ireland và Croatia), Álvaro Negredo (người đá vị trí tiền đạo trong trận bán kết gặp Bồ Đào Nha), Pedro Rodríguez (dự bị trận Pháp và Bồ Đào Nha) hay Fernando Llorente.
Hàng phòng ngự Tây Ban Nha với phần lớn cầu thủ Real Madrid bao gồm Iker Casillas trong khung gỗ, Álvaro Arbeloa bên cánh phải và Sergio Ramos ở giữa. Các cầu thủ Barcelona gồm Gerard Piqué hợp cùng với Ramos thành cặp trung vệ và đồng đội mới của anh ở câu lạc bộ, Jordi Alba đá bên cánh trái. Tuyến giữa bao gồm các cầu thủ Xavi và Sergio Busquets của Barcelona và Xabi Alonso của Real Madrid, trấn giữ 2 bên cánh là Andrés Iniesta (cũng của Barcelona) và David Silva của Manchester City – cầu thủ duy nhất trong đội hình không chơi cho Barca hay Real.

#### Ý

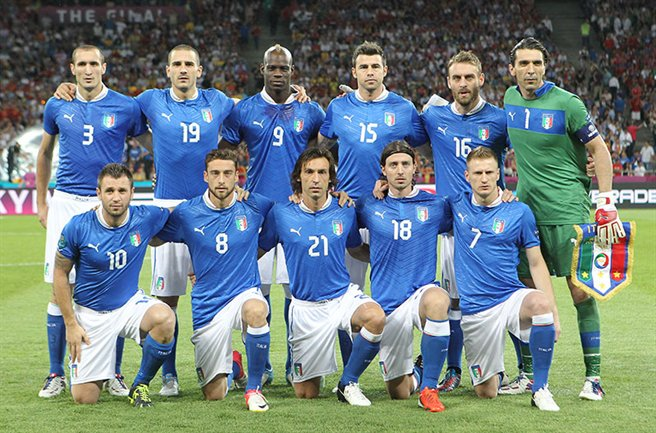
Đội hình Ý trong trận chung kết

Trái ngược với sự ổn định chiến thuật của Tây Ban Nha, đội tuyển Ý, do chấn thương và thẻ phạt, đã sử dụng một số đội hình khác nhau trong suốt giải đấu. Tuy vậy, sau 2 trận đấu vòng bảng, huấn luyện viên Cesare Prandelli đã dành sự ưu tiên cho sơ đồ 4–1–3–2 với Andrea Pirlo đá vị trí thấp nhất trên hàng tiền vệ. Anh cũng có khuynh hướng hỗ trợ cặp tiền đạo Antonio Cassano và Mario Balotelli ở phía trên. Tiền vệ Daniele De Rossi trong 2 trận đầu tiên đá vị trí hậu vệ quét, nhưng những trận sau đó anh lại thường xuyên được bố trí đá tiền vệ cánh trái.
Thủ môn Gianluigi Buffon, hậu vệ cánh trái Giorgio Chiellini, và các trung vệ Andrea Barzagli và Leonardo Bonucci là những nhân tố phòng ngự chủ chốt cho một mùa giải Serie A 2011–12 bất bại của Juventus. Hỗ trợ họ bên cánh phải là hậu vệ Ignazio Abate của A.C. Milan, người vừa quay trở lại sau khi lỡ trận bán kết vì chấn thương. Andrea Pirlo, cũng là cầu thủ Juventus, tiếp tục đóng vai trò tiền vệ kiến thiết từ tuyến dưới phía sau người đồng đội Claudio Marchisio bên cánh phải, Riccardo Montolivo của Milan ở giữa và Daniele De Rossi của Roma bên cánh trái. Cassano, cầu thủ Milan, và Balotelli (Manchester City) hợp thành cặp tiền đạo ở tuyến trên.

### Tóm tắt trận chung kết
Trong trận chung kết trên sân Olympic, Kiev, Ukraina. Tây Ban Nha đã giành chiến thắng với tỉ số 4–0 trước Ý. Họ nhanh chóng làm chủ thế trận trong hiệp 1, với 1 bàn thắng ở phút 14 sau pha đánh đầu của David Silva, và 1 bàn ở phút 41 của Jordi Alba. Trong hiệp hai, Ý đã sử dụng hết quyền thay người của mình, với Antonio Di Natale và Thiago Motta được thay vào. Tuy vậy, thi đấu chưa được bao lâu, Motta đã dính chấn thương gân kheo và phải rời sân, buộc Ý phải chơi với 10 người trong phần còn lại của hiệp đấu. Tây Ban Nha sau đó đã nới rộng khoảng cách lên 4–0, với pha lập công của Fernando Torres ở phút 84, và Juan Mata ở phút 88, qua đó giúp Tây Ban Nha bảo vệ thành công chức vô địch châu Âu. Đây cũng là danh hiệu thứ 3 liên tiếp của họ (sau Euro 2008 và World Cup 2010). Gerard Piqué (Tây Ban Nha) và Andrea Barzagli (Ý) bị phạt thẻ vàng trong trận đấu.

### Chi tiết
| Tây Ban Nha                                  | 4–0      | Ý |
| -------------------------------------------- | -------- | - |
| Silva 14' · Alba 41' · Torres 84' · Mata 88' | Chi tiết |   |

| Tây Ban Nha | Ý |

| TÂY BAN NHA:            |    |                   |     |     |
|                         |    |                   |     |     |
| GK                      | 1  | Iker Casillas (c) |     |     |
| RB                      | 17 | Álvaro Arbeloa    |     |     |
| CB                      | 3  | Gerard Piqué      | 25' |     |
| CB                      | 15 | Sergio Ramos      |     |     |
| LB                      | 18 | Jordi Alba        |     |     |
| CM                      | 8  | Xavi              |     |     |
| CM                      | 16 | Sergio Busquets   |     |     |
| CM                      | 14 | Xabi Alonso       |     |     |
| AM                      | 10 | Cesc Fàbregas     |     | 75' |
| RF                      | 21 | David Silva       |     | 59' |
| LF                      | 6  | Andrés Iniesta    |     | 87' |
| Vào thay người:         |    |                   |     |     |
| FW                      | 7  | Pedro             |     | 59' |
| FW                      | 9  | Fernando Torres   |     | 75' |
| MF                      | 13 | Juan Mata         |     | 87' |
| Huấn luyện viên trưởng: |    |                   |     |     |
| Vicente del Bosque      |    |                   |     |     |

| Ý:                      |    |                      |     |     |
|                         |    |                      |     |     |
| GK                      | 1  | Gianluigi Buffon (c) |     |     |
| RB                      | 7  | Ignazio Abate        |     |     |
| CB                      | 15 | Andrea Barzagli      | 45' |     |
| CB                      | 19 | Leonardo Bonucci     |     |     |
| LB                      | 3  | Giorgio Chiellini    |     | 21' |
| DM                      | 21 | Andrea Pirlo         |     |     |
| RW                      | 8  | Claudio Marchisio    |     |     |
| AM                      | 18 | Riccardo Montolivo   |     | 57' |
| LW                      | 16 | Daniele De Rossi     |     |     |
| CF                      | 9  | Mario Balotelli      |     |     |
| CF                      | 10 | Antonio Cassano      |     | 46' |
| Vào thay người:         |    |                      |     |     |
| DF                      | 6  | Federico Balzaretti  |     | 21' |
| FW                      | 11 | Antonio Di Natale    |     | 46' |
| MF                      | 5  | Thiago Motta         |     | 57' |
| Huấn luyện viên trưởng: |    |                      |     |     |
| Cesare Prandelli        |    |                      |     |     |

| Cầu thủ xuất sắc nhất trận: Andrés Iniesta (Tây Ban Nha) Trợ lý trọng tài: Bertino Miranda (Bồ Đào Nha) Ricardo Santos (Bồ Đào Nha) Trọng tài bàn: Cüneyt Çakır (Thổ Nhĩ Kỳ) Các trọng tài phụ (khu vực cấm địa): Jorge Sousa (Bồ Đào Nha) Duarte Gomes (Bồ Đào Nha) |

### Thống kê
|                | Tây Ban Nha | Ý   |
| -------------- | ----------- | --- |
| Bàn thắng      | 2           | 0   |
| Sút bóng       | 8           | 8   |
| Sút cầu môn    | 5           | 5   |
| Kiểm soát bóng | 48%         | 52% |
| Phạt góc       | 1           | 3   |
| Phạm lỗi       | 6           | 4   |
| Việt vị        | 1           | 0   |
| Thẻ vàng       | 1           | 1   |
| Thẻ đỏ         | 0           | 0   |

|                | Tây Ban Nha | Ý   |
| -------------- | ----------- | --- |
| Bàn thắng      | 2           | 0   |
| Sút bóng       | 6           | 3   |
| Sút cầu môn    | 4           | 1   |
| Kiểm soát bóng | 57%         | 43% |
| Phạt góc       | 2           | 0   |
| Phạm lỗi       | 11          | 6   |
| Việt vị        | 2           | 3   |
| Thẻ vàng       | 0           | 0   |
| Thẻ đỏ         | 0           | 0   |

|                | Tây Ban Nha | Ý   |
| -------------- | ----------- | --- |
| Bàn thắng      | 4           | 0   |
| Sút bóng       | 14          | 11  |
| Sút cầu môn    | 9           | 6   |
| Kiểm soát bóng | 52%         | 48% |
| Phạt góc       | 3           | 3   |
| Phạm lỗi       | 17          | 10  |
| Việt vị        | 3           | 3   |
| Thẻ vàng       | 1           | 1   |
| Thẻ đỏ         | 0           | 0   |